# Gruchacz zielonoskrzydły
Gruchacz zielonoskrzydły (Psophia viridis) – gatunek średniej wielkości ptaka z rodziny gruchaczy (Psophiidae). Zasiedla tropikalne lasy Amazonii – Brazylii i skrajnie północno-wschodniej Boliwii.

## Podgatunki
Zwykle wyróżnia się 3 podgatunki P. viridis:
- gruchacz zielonoskrzydły (P. viridis viridis Spix, 1825) – od Rio Madeira do Rio Tapajós (środkowa Brazylia);
- gruchacz oliwkowoskrzydły (P. viridis dextralis Conover, 1934) – od Rio Tapajós do Rio Tocantins (wschodnio-środkowa Brazylia);
- gruchacz ciemny (P. viridis obscura Pelzeln, 1857) – od Rio Tocantins przez północno-wschodni stan Pará (północno-wschodnia Brazylia).

Na liście ptaków świata opracowywanej przy współpracy BirdLife International z autorami Handbook of the Birds of the World (lista ta jest wykorzystywana przy opracowywaniu Czerwonej księgi gatunków zagrożonych IUCN) powyższe taksony klasyfikowane są jako osobne gatunki.

## Morfologia
Mierzy 45–52 cm, waży około 1100 gramów. Obie płcie są do siebie podobne. Dziób i stopy zielone do oliwkowozielonych u podgatunku nominatywnego, brązowe u pozostałych. Pochyła sylwetka, krótkie i grube skrzydła z zielonym lub niebieskim opalizowaniem. Poza tym cały brązowy bądź czarniawy, przy czym szyja nieco ciemniejsza. Dość długa szyja.

## Status
IUCN od 2014 roku traktuje podgatunki gruchacza zielonoskrzydłego jako odrębne gatunki i klasyfikuje je następująco:
- gruchacz zielonoskrzydły (P. viridis viridis) – narażony (VU – vulnerable)[2];
- gruchacz oliwkowoskrzydły (P. viridis dextralis) – zagrożony (EN – endangered)[6];
- gruchacz ciemny (P. viridis obscura) – krytycznie zagrożony (CR – critically endangered); liczebność populacji szacowana na 50–249 dorosłych osobników[7].

Trend liczebności populacji każdego z tych taksonów jest spadkowy, a głównym zagrożeniem jest wylesianie Amazonii.